# Lista över naturreservat i Blekinge län
Lista över naturreservat i Blekinge län är en lista över naturreservat i Blekinge län per juli 2018.
Blekinge län har 114 gällande naturreservat och 1 kulturreservat (januari 2019)

## Karlshamns kommun
| - Bockön-Mjöön - Bökemåla naturreservat - Elleholms naturreservat - Eriksbergs naturreservat - Eriksbergs stränder - Fölsö naturreservat - Grimsmåla naturreservat - Hjärtsjömåla naturreservat - Hoka naturreservat | - Ire naturreservat - Kvallåkra naturreservat - Käringahejans naturreservat - Lobergets naturreservat - Långasjönäs naturreservat - Långehalls naturreservat - Mörrumsåns dalgång - Mörrumsåns nedre dalgång - Mörrumsåns övre dalgång | - Persgärde naturreservat - Stilleryds naturreservat - Stärnö-Boön - Tattamåla naturreservat - Tjärö naturreservat - Tärnö-Yttre Ekö - Tärnö II - Valbergets naturreservat - Östra Kvallåkra naturreservat |

## Karlskrona kommun
| - Alnaryd - Björkelycke - Björstorps hage - Blåningsmåla - Ekebacken - Finnamaden - Flyeboda naturreservat - Färskesjön - Gröngölsmåla - Hallarumsvikens naturreservat - Häljarum | - Hästholmen-Ytterön - Högasand - Jämsunda naturreservat - Järkö - Knösö - Lommaflytet - Prästamarken - Rollsö - Ronneby blåmusslebankar - Skärva - Steneryds lövängar | - Stora Rom - Svenö - Södra Flymen - Torhamns udde - Utklippan - Uttorp - Västra Skällön - Ådalens naturreservat - Älmteryd - Östra Flymen |

## Olofströms kommun
| - Albertas myr - Halen - Holje - Kullan - Käringahejan - Lilla Nyteboda | - Ljungryda - Mulatorp - Mörrumsån Angölsmåla - Mörrumsån Ebbamåla bruk - Mörrumsåns dalgång | - Mörrumsåns övre dalgång - Pieboda naturreservat - Siggaboda Södra - Skinsagylet - Åmma |

## Ronneby kommun
| - Almö - Arvidstorp - Biskopsmåla - Björkeryd - Bråtabron - Garnanäs - Gise Höna - Grindstugan - Gummagölsmåla - Gö - Göljahult - Hultalycke - Hålabäcksmaderna - Johannishus åsar | - Jordö - Järnavik - Kvalmsö - Lillagärde - Lindö udde - Listerby skärgård - Moabacken - Mölleryd - Pagelsborg - Ronneby blåmusslebankar - Skarups naturreservat - Skuremåla - Sonekulla | - Store mosse - Sänneshult - Södra Brunnskogen - Tallet - Tolseboda - Treklasen - Trofta - Tromtö - Wallanders Åbacka - Vambåsa hagmarker - Vantakalleberget - Värmansnäs - Yttre Stekön |

## Sölvesborgs kommun
| - Björkenabben - Brötalyckorna - Hanö - Hjalmar Sterns parks naturreservat - Hjärthalla - Listershuvud | - Ryssbergets naturreservat - Siesjö östra - Sillnäs - Skinsagylet - Spraglehall | - Stiby backe - Sölvesborgsviken - Valje - Västra Näsnabben - Västra Torsö naturreservat |